# Козильяри
Козилья́ри (рос. Козыльяры, чув. Хĕрлĕçыр) — присілок у складі Урмарського району Чувашії, Росія. Входить до складу Тегешевського сільського поселення.
Населення — 370 осіб (2010; 467 у 2002).
Національний склад:
- чуваші — 97 %